# Alexander Prast
 (juin 2021).
Si vous disposez d'ouvrages ou d'articles de référence ou si vous connaissez des sites web de qualité traitant du thème abordé ici, merci de compléter l'article en donnant les références utiles à sa vérifiabilité et en les liant à la section « Notes et références ».
 Alexander Prast, né le 7 juillet 1996 à San Donà di Piave, est un  skieur alpin italien.

## Biographie
En 2017 à Åre il devient vice-champion du monde juniors de descente..
Fin mars 2019, il est vice-champion d'Italie du combiné à Cortina d'Ampezzo
En 2020 il prend la 4e place du classement général de la Coupe d'Europe, avec une 2de place au classement du super G et une 9e à celui de la descente.
En décembre 2020, au super G de Val d'Isère, il se blesse gravement les ligaments du genou. 
En septembre 2022, il annonce mettre fin à sa carrière.

## Palmarès

### Championnats du monde juniors
| Épreuve / Édition    | Descente | Super G | Slalom géant | Slalom | Combiné | Team event |
| Mondiaux 2016 Sotchi | 33e      | Abandon | Abandon      | -      | Abandon | -          |
| Mondiaux 2017 Åre    | Argent   | 9e      | Abandon      | -      | 17e     | -          |

### Coupe d'Europe
11 Top-10 dont 3 podiums et 1 victoire :
- Super G de Zinal le 12 février 2019

#### Classements
| Saison / Épreuve | Saison / Épreuve | Général | Général | Descente | Descente | Super G | Super G | Géant  | Géant  | Slalom | Slalom | Combiné | Combiné |
| ---------------- | ---------------- | ------- | ------- | -------- | -------- | ------- | ------- | ------ | ------ | ------ | ------ | ------- | ------- |
| Saison / Épreuve | Saison / Épreuve | Class.  | Points  | Class.   | Points   | Class.  | Points  | Class. | Points | Class. | Points | Class.  | Points  |
| 2019             | 2019             | 57e     | 174     | 46e      | 19       | 12e     | 129     | -      | -      | -      | -      | 19e     | 26      |
| 2020             | 2020             | 4e      | 475     | 9e       | 151      | 2e      | 321     | -      | -      | -      | -      | 46e     | 3       |